# Dolmen La Pierre Procureuse
Der Dolmen La Pierre Procureuse liegt in einem Wald im Süden von Saint-Cyr-la-Rosière und im äußersten Süden des Département Orne in der Normandie in Frankreich. Dolmen ist in Frankreich der Oberbegriff für Megalithanlagen aller Art (siehe: Französische Nomenklatur).
Der einfache Dolmen (französisch Dolmen simple) besteht aus drei Steinen, von denen einer die etwa 5,0 m lange, 3,0 m breite und 0,5 m dicke Deckenplatte des Dolmens ist, die auf einem der beiden Tragsteine und auf dem Boden aufliegt. 
Er wird mit der bei Megalithanlagen häufigen Legende verbunden, die besagt, dass der Stein zu Weihnachten um Mitternacht aufsteigt und einen Schatz enthüllt, aber auf Eintretende sofort herunterfällt. 
Der Dolmen wurde 1930, seine Umgebung 1938, als Monument historique eingestuft.